# РТ-23 УТТХ
РТ-23 УТТХ «Мо́лодец» (Индекс ГРАУ — 15П961 и 15П060, код СНВ — РС-22Б и РС-22В, по классификации МО США и НАТО — SS-24 Mod 3 и Mod 2 Scalpel, англ. Скальпель (PL-4 — в период испытаний на полигоне)) — стратегические ракетные комплексы с твердотопливными трёхступенчатыми межконтинентальными баллистическими ракетами 15Ж61 и 15Ж60, подвижного железнодорожного (БЖРК) и стационарного шахтного базирования, соответственно. Явились дальнейшим развитием ракетного комплекса РТ-23.
Головной разработчик — Конструкторское бюро «Южное». Приняты на вооружение в 1987 году.
Штатно ракеты РТ-23 УТТХ были рассчитаны на 15-летний срок эксплуатации, и по мере его истечения ракеты были выведены из эксплуатации в 2002—2004 гг.

## Ракетные комплексы
Постановление ЦК КПСС и СМ СССР № 768—247 (от 9.08.1983) предусматривало создание единой ракеты для трёх вариантов базирования: стационарного (в шахте) и мобильных (железнодорожного и грунтового). В апреле 1984 года разработчикам комплексов на базе ракет РТ-23УТТХ были выданы уточнённые тактико-технические характеристики, определившие, что разработка единой ракеты должна учитывать особенности эксплуатации и боевого применения в составе подвижных и стационарного комплексов. Также была определена очерёдность разработки — сначала мобильные комплексы, затем — стационарный.
- Разработку подвижного грунтового ракетного комплекса с ракетой 15Ж62 (тема «Целина-2») осуществлял МИТ. Для транспортировки ракеты был разработан проект и изготовлены опытные образцы тягача МАЗ-7907. Однако дальнейшие работы по комплексу были прекращены, когда стало очевидным, что он не сможет обеспечить необходимых характеристик боевой эффективности.
- Разработка боевого железнодорожного ракетного комплекса под руководством братьев Владимира и Алексея Уткиных стала дальнейшим развитием комплекса 15П952 на основе ракеты РТ-23 (15Ж52). Для нового комплекса была разработана модификация ракеты Р-23 УТТХ 15Ж61 (обозн. НАТО: SS-24 «Sсаlреl» Моd 3 (РL-4), СНВ-1: РС-22В), а сам комплекс получил индекс 15П961. На вооружение комплекс был принят 28 ноября 1989 года.[1][4] На протяжении 2003—2007 годов все комплексы были сняты с вооружения и утилизированы (уничтожены).
- Стационарный шахтный комплекс также разрабатывался на основе РТ-23 (комплекса 15П044 с ракетой 15Ж44). Комплекс получил обозначение 15П060 (БРК 15П161, обозн. НАТО: SS-24 «Sсаlреl» Моd 2, СНВ-1: РС-22Б). Шахтные пусковые установки 15П760 создавались как модернизация установок ракет УР-100Н УТТХ.Защитное устройство и верхняя часть ШПУ 15П760 На вооружение комплекс был принят 28 ноября 1989 года. Всего было развёрнуто 56 ракет этого типа в позиционных районах на территории УССР и РСФСР. Однако в связи с изменением оборонной доктрины СССР и политико-экономическими трудностями дальнейшее развёртывание ракет было прекращено. После распада СССР ракеты, находившиеся на территории Украины, были сняты с боевого дежурства и утилизированы (в том числе задел из не менее 8 ракет) в период 1993—2002 годов. Пусковые установки были взорваны. В России ракеты были сняты с дежурства и отправлены на утилизацию по истечении гарантийного срока хранения в 2001 году. Средства мобильного пуска МБР были переориентированы на использование ракет РТ-2ПМ2 «Тополь-М».[5]

Стационарный ракетный комплекс 15П060 включал в себя 10 межконтинентальных баллистических ракет 15Ж60, смонтированных в шахтных пусковых установках 15П760, а также унифицированный командный пункт 15В52У высокой защищенности.

## Конструкция ракеты
РТ-23 УТТХ выполнена в одном калибре и по своей конструктивно-компоновочной схеме во многом схожа с американской ракетой LGM-118. Конструкция ракет 15Ж60 и 15Ж61 несколько различается. Ниже по умолчанию рассматривается конструкция ракеты 15Ж61 (для БЖРК).

### Конструкция первой ступени
Первая ступень МБР включает хвостовой и соединительный отсеки цилиндрической формы и маршевый РДТТ. Масса полностью снаряжённой ступени составляет 53,7 т. Длина ступени 9,7 м.
Для 15Ж60 был разработан совершенно новый РДТТ 15Д305 с корпусом коконной конструкции и центральным поворотным соплом, в самом теплонапряжённом критическом сечении которого был использован вкладыш из углерод-углеродного композиционного материала. Топливо типа ОПАЛ на основе октогена.

### Конструкция второй ступени
Вторая ступень состоит из маршевого РДТТ 15Д290 и соединительного отсека. Маршевый РДТТ второй ступени имеет одно центрально расположенное сопло, которое снабжено выдвижным насадком, позволяющим сохранять исходные габариты и увеличить удельный импульс двигателя при работе на больших высотах. От двигателя 15Д207 второй ступени РТ-23 он отличался новым высокоэнергетическим смесевым топливом типа СТАРТ и повышенной стойкостью к ПФЯВ. Корпус РДТТ — коконной конструкции.

### Конструкция третьей ступени
Третья ступень включает маршевый двигатель 15Д291 (заимствован с ракеты 15Ж52 без изменений), по своей конструкции аналогичный РДТТ второй ступени, и переходный отсек, состоящий из двух секций.

### Головная часть
Ракета оснащается РГЧ ИН с десятью неуправляемыми боевыми блоками 15Ф444 мощностью 550 кт, размещёнными в один ярус. Ступень разведения выполнена по стандартной схеме и включает ДУ и систему управления.
ГЧ прикрывается аэродинамическим обтекателем изменяемой геометрии (на 15Ж61 он раскладной, на 15Ж52 был надувным). Такая конструкция обтекателя обусловлена наличием ограничений, накладываемых на габариты ракеты размерами железнодорожного вагона.
На внешней поверхности обтекателя размещаются аэродинамические рули, позволяющие управлять ракетой по крену на участках работы первой и второй ступеней. После прохождения плотных слоев атмосферы обтекатель сбрасывается.

## Устройство БЖРК
В состав БЖРК входят: три тепловоза ДМ62, командный пункт в составе 7 вагонов, вагон-цистерна с запасами горюче-смазочных материалов и три пусковые установки (ПУ) с ракетами. Подвижной состав для БЖРК производился на Калининском вагоностроительном заводе.
БЖРК выглядит как обычный состав из рефрижераторных, почтово-багажных и пассажирских вагонов. Восемь вагонов имеют по восемь колёсных пар, а три — по четыре. Три вагона имеют маскировку под вагоны пассажирского парка, остальные, восьмиосные — «рефрижераторы». Благодаря имеющимся запасам на борту комплекс мог работать автономно до 28 суток.
Вагон-пусковая установка оборудован открывающейся крышей и устройством для отвода контактной сети. Вес ракеты составлял около 104 тонн, с пусковым контейнером — 126 т. Дальность стрельбы — 10100 км, длина ракеты — 23,0 м, длина пускового контейнера — 21 м, максимальный диаметр корпуса ракеты — 2,4 м. Для решения проблемы перегруза пускового вагона применены специальные разгрузочные устройства, перераспределяющие часть веса на соседние вагоны.
Ракета имеет оригинальный раскладной обтекатель головной части. Такое решение применено для уменьшения длины ракеты и её размещения в вагоне. Длина ракеты составляет 22,6 метра.
Пуск ракет мог осуществляться из любой точки маршрута. Алгоритм запуска следующий: состав останавливается, специальное устройство отводит в сторону и закорачивает на землю контактную сеть, пусковой контейнер принимает вертикальное положение. После этого может быть осуществлён миномётный старт ракеты. Уже в воздухе ракета отклоняется с помощью порохового ускорителя и только после этого запускается маршевый двигатель. Отклонение ракеты позволяло отвести струю маршевого двигателя от пускового комплекса и железнодорожного пути, избежав их повреждений. Время на все эти операции от получения команды из Генштаба до пуска ракеты составляло до трёх минут.
Каждая из трёх пусковых установок, входящих в БЖРК, может осуществлять пуск как в составе поезда, так и автономно.
Себестоимость одной ракеты РТ-23 УТТХ «Молодец» в ценах 1985 года составляла около 22 млн руб. Всего на Павлоградском механическом заводе было выпущено около 100 изделий.
Фото варианта БЖРК в виде рефрижераторной секции:
- Вагон-пусковая установка с открытой крышей и приподнятым ТПК
- 8-осный вагон
- Один из вагонов обеспечения
- Система разгрузки веса на соседние вагоны
- Боковые выдвижные опоры
- Устройство отведения и закорачивания контактной сети
- Утилизация на металлолом

## Тактико-технические характеристики
| Индекс ракетного комплекса                        | 15П060                                                                               | 15П961                                                                             |
| ------------------------------------------------- | ------------------------------------------------------------------------------------ | ---------------------------------------------------------------------------------- |
| Пусковая установка                                | Шахтная пусковая установка «ОС» (отдельный старт), автоматизированная, индекс 15П760 | Железнодорожная из трёх вагонов, стартовый комплекс 15П261, пусковой модуль 15П761 |
| Индекс ракеты                                     | 15Ж60                                                                                | 15Ж61                                                                              |
| Максимальная дальность, километров                | 10 450                                                                               | 10 100                                                                             |
| Стартовая масса, тонн                             | 104,8                                                                                | 104,5                                                                              |
| Забрасываемый вес, килограмм                      | 4 050                                                                                | 4 050                                                                              |
| Длина ракеты (в ТПК/в полёте), м                  | 21,9/23                                                                              | 22,6/23,3                                                                          |
| Максимальный диаметр корпуса ракеты, м            | 2,4                                                                                  | 2,4                                                                                |
| Тип ГЧ                                            | РГЧ ИН                                                                               | РГЧ ИН                                                                             |
| Количество боевых блоков × мощность, Кт           | 10 × 550                                                                             | 10 × 550                                                                           |
| Тип системы управления                            | Автономная, инерциальная                                                             | Автономная, инерциальная                                                           |
| КВО, метров                                       | 200                                                                                  | 200—500                                                                            |
| Топливо                                           | Смесевое твердое (ОПАЛ на первой ступени, СТАРТ на второй)                           | Смесевое твердое (Т9-БК-8Э на первой ступени, СТАРТ на второй, АП-65 на третьей)   |
| Тяга двигателя I ступени (на земле/в пустоте), тс | 280/310                                                                              | 218/241                                                                            |
| Удельный импульс тяги в пустоте, с:               | 280                                                                                  | 271,2                                                                              |
| Органы управления                                 | Клапаны вдува газа в закритическую часть сопла                                       | Клапаны вдува газа в закритическую часть сопла                                     |
| Полётная надежность                               | н/д                                                                                  | 0,98                                                                               |

## Оценка проекта и сравнение с аналогами
| Общие сведения и основные тактико-технические характеристики советских баллистических ракет четвёртого поколения                                                                              | Общие сведения и основные тактико-технические характеристики советских баллистических ракет четвёртого поколения | Общие сведения и основные тактико-технические характеристики советских баллистических ракет четвёртого поколения | Общие сведения и основные тактико-технические характеристики советских баллистических ракет четвёртого поколения | Общие сведения и основные тактико-технические характеристики советских баллистических ракет четвёртого поколения |
| Наименование ракеты | РТ-2ПМ | Р-36М2 | РТ-23 УТТХ | РТ-23 УТТХ (БЖРК)                                                                                                |
| Конструкторское бюро | МИТ | КБ «Южное» | КБ «Южное» | КБ «Южное» |
| --- | --- | --- | --- | --- |
| Генеральный конструктор | А. Д. Надирадзе, Б. Н. Лагутин                                                                                   | В. Ф. Уткин | В. Ф. Уткин | В. Ф. Уткин |
| Организация-разработчик ЯБП и главный конструктор | Всесоюзный научно-исследовательский институт экспериментальной физики, С. Г. Кочарянц                            | Всесоюзный научно-исследовательский институт экспериментальной физики, С. Г. Кочарянц                            | Всесоюзный научно-исследовательский институт экспериментальной физики, С. Г. Кочарянц                            | Всесоюзный научно-исследовательский институт экспериментальной физики, С. Г. Кочарянц                            |
| Организация-разработчик заряда и главный конструктор | ВНИИЭФ, Е. А. Негин                                                                                              | ВНИИЭФ, Е. А. Негин                                                                                              | ВНИИП, Б. В. Литвинов                                                                                            | ВНИИП, Б. В. Литвинов                                                                                            |
| Начало разработки | 19.07.1977 | 09.08.1983 | 09.08.1983 | 06.07.1979 |
| Начало испытаний | 08.02.1983 | 21.03.1986 | 31.07.1986 | 27.02.1985 |
| Дата принятия на вооружение | 01.12.1988 | 11.08.1988 | 28.11.1989 | — |
| Год постановки на боевое дежурство первого комплекса | 23.07.1985 | 30.07.1988 | 19.08.1988 | 20.10.1987 |
| Максимальное количество ракет, стоявших на вооружении | 369 | 88 | 56 | 36 |
| Максимальная дальность, км | 11000 | 11000 | 10450 | 10000 |
| Стартовая масса, т | 45,1 | 211,1 | 104,5 | 104,5 |
| Масса полезной нагрузки, кг | 1000 | 8800 | 4050 | 4050 |
| Длина ракеты, м | 21,5 | 34,3 | 22,4 | 22,6 |
| Максимальный диаметр, м | 1,8 | 3,0 | 2,4 | 2,4 |
| Тип головной части | Моноблочная | разделяющаяся головная часть с блоками индивидуального наведения                                                 | разделяющаяся головная часть с блоками индивидуального наведения                                                 | разделяющаяся головная часть с блоками индивидуального наведения                                                 |
| Количество и мощность боевых блоков, Мт | 1×0,8 | 10×0,8 | 10×0,55 | 10×0,55 |
| Стоимость серийного выстрела, тыс. руб. | 4990 | 11180 | 10570 | 11250 |
| Источник информации : Оружие ракетно-ядерного удара / Под ред. Ю. А. Яшина. — М.: Издательство МГТУ имени Н. Э. Баумана, 2009. — С. 25 — 492 с. — Тираж 1 тыс. экз. — ISBN 978-5-7038-3250-9. | | | | |

## Развитие проекта БЖРК
В 2012 г. началась разработка нового железнодорожного комплекса «Баргузин», обладающего меньшей нагрузкой на железнодорожное полотно и не требующего его усиления по маршрутам курсирования.12 мая 2016 года было объявлено о начале создания отдельных элементов БЖРК «Баргузин».
2 декабря 2017 года было объявлено о прекращении работ над проектом.

## Сохранившиеся экземпляры
- Ракета 15Ж61 представлена в филиале Центрального музея РВСН в Учебном центре Военной академии РВСН им. Петра Великого в Балабанове Калужской области[12].